# Vahan Bichakhchyan
Vahan Bichakhchyan (tiếng Armenia: Վահան Բիչախչյան; sinh 9 tháng 7 năm 1999) là một cầu thủ bóng đá Armenia thi đấu ở vị trí tiền vệ cho câu lạc bộ Slovakia MŠK Žilina và đội tuyển Armenia.

## MŠK Žilina
Bichakhchyan ra mắt chuyên nghiệp cho MŠK Žilina trước ŠK Slovan Bratislava ngày 24 tháng 2 năm 2018.

#### Bàn thắng quốc tế
| #  | Ngày                | Địa điểm                                                | Đối thủ    | Bàn thắng | Kết quả | Giải đấu                    |
| -- | ------------------- | ------------------------------------------------------- | ---------- | --------- | ------- | --------------------------- |
| 1. | 5 tháng 6 năm 2021  | Friends Arena, Solna, Thụy Điển                         | Thụy Điển  | 1–2       | 1–3     | Giao hữu                    |
| 2  | 24 tháng 3 năm 2022 | Sân vận động Cộng hòa Vazgen Sargsyan, Yerevan, Armenia | Montenegro | 1–0       | 1–0     | Giao hữu                    |
| 3  | 14 tháng 6 năm 2022 | Sân vận động Cộng hòa Vazgen Sargsyan, Yerevan, Armenia | Scotland   | 1–0       | 1–4     | UEFA Nations League 2022–23 |